# ماريانو كاستيلو
ماريانو كاستيلو (بالإسبانية: Mariano Castillo Larenas)‏ هو لاعب شطرنج تشيلي، ولد في 25 ديسمبر 1905 في بوين في تشيلي، وتوفي في 23 سبتمبر 1970 في سانتياغو في تشيلي.

## وصلات خارجية
- ماريانو كاستيلو على موقع مباريات الشطرنج (الإنجليزية)
- ماريانو كاستيلو على موقع 365Chess.com (الإنجليزية)
- ماريانو كاستيلو سجل أولمبياد الشطرنج على موقع OlimpBase.org (الإنجليزية)